# 春よ、来い (漫画)
『春よ、来い』（はるよ、こい）は、咲香里による日本の成人向け漫画作品。同作者の代表作の1つ。

## あらすじ
東京で一人暮らしをしている大学生・高史の元に突如、高校生の妹・まふゆが転がり込んで来た。母によると「転校させるから同居しなさい」と言うばかりだが、そこには驚愕のいきさつがあった。

## 登場人物
高史（たかし）
本作の主人公。優柔不断で女々しい性格だが、異性から非常にモテる。
まふゆ
高史の妹。バイセクシャル。当初は沙恵との同性愛に満足していたが、美容師と肉体関係を結んでからは冷めきっていく。
沙恵（さえ）
まふゆの親友。同じくバイセクシャル。まふゆとの破局後、高史に乗り換えようとする。
まりこ
高史の彼女。二股を繰り返す高史に失望し、後に破局する。
みさほ
高史のバイト仲間。子持ちの未亡人。シングルマザー。
亜美（あみ）
高史のバイト仲間。現役の女子高生。

## 書誌情報
- 咲香里 『春よ、来い』 講談社（アッパーズKC）、全11巻
  1. 1999年9月7日発売 ISBN 978-4-06-346039-1
  2. 1999年2月7日発売 ISBN 978-4-06-346051-3
  3. 2000年7月5日発売 ISBN 978-4-06-346063-6
  4. 2000年12月22日発売 ISBN 978-4-06-346090-2
  5. 2001年6月6日発売 ISBN 978-4-06-346108-4
  6. 2001年10月5日発売 ISBN 978-4-06-346121-3
  7. 2002年1月9日発売 ISBN 978-4-06-346137-4
  8. 2002年7月6日発売 ISBN 978-4-06-346158-9
  9. 2002年12月6日発売 ISBN 978-4-06-346175-6
  10. 2003年4月7日発売 ISBN 978-4-06-346192-3
  11. 2003年6月6日発売 ISBN 978-4-06-346202-9